# Bathyraja irrasa
Bathyraja irrasa — вид хрящевых рыб рода глубоководных скатов семейства Arhynchobatidae отряда скатообразных. Обитают в Антарктике и южной части Индийского океана между 48° ю .ш. и 51° ю. ш. Встречаются на глубине до 1218 м. Их крупные, уплощённые грудные плавники образуют округлый диск со треугольным рылом. Максимальная зарегистрированная длина 120 см. Откладывают яйца. Не представляют интереса для коммерческого промысла.

## Таксономия
Впервые вид был научно описан в 1897 году Raia interrupta. Видовой эпитет происходит от слова лат. irrasum — «небритый».

## Ареал
Эти скаты обитают вокруг островов Кергелен. Встречаются на глубине от 565 до 1218 м.

## Описание
Широкие и плоские грудные плавники этих скатов образуют ромбический диск с широким треугольным рылом и закруглёнными краями. На вентральной стороне диска расположены 5 жаберных щелей, ноздри и рот. На хвосте имеются латеральные складки. У этих скатов 2 редуцированных спинных плавника и редуцированный хвостовой плавник. Максимальная зарегистрированная длина 120 см.

## Биология
Эмбрионы питаются исключительно желтком. Эти скаты откладывают яйца, заключённые в продолговатую роговую капсулу длиной около 11,38 см и шириной 7,36 см с твёрдыми «рожками» на концах.

## Взаимодействие с человеком
Эти скаты не являются объектом целевого лова.  В качестве прилова попадаются при промысле патагонского клыкача с помощью ярусов и тралов. Увеличение интенсивности лова может оказать негативное влияние на численность популяции. Международный союз охраны природы присвоил этому виду охранный статус «Близкий к уязвимому положению».